# Rufo (personaggio biblico)
Rufo (fl. I secolo) (in greco Ῥοῦφος?), è un personaggio biblico, discepolo di san Paolo, venerato come santo da tutte le Chiese cristiane che ammettono il culto dei santi.

## Agiografia
Nel Nuovo Testamento è menzionato in due occasioni un discepolo di nome Rufo, che si ipotizza si possa trattare della stessa persona: Rufo, fratello di Alessandro e figlio di Simone di Cirene, colui che fu chiamato dai soldati romani ad aiutare a trasportare la croce di Gesù, durante la salita al Golgota per la crocifissione (vangelo di Marco 15,21); e Rufo, che san Paolo, nella lettera ai Romani 16,13, definisce "eletto nel Signore".
Se si tratta dello stesso personaggio, si deve ammettere che Rufo, probabilmente con la madre, di cui parla san Paolo, e il fratello, si trasferì dalla Palestina a Roma, diventando un membro importante della locale comunità cristiana.
Secondo una tradizione spagnola, Rufo sarebbe stato inviato in Spagna da san Paolo, diventando il primo vescovo di Tortosa e sarebbe morto a Cartagena.
Altre tradizioni invece fanno di Rufo uno dei Settanta discepoli, vescovo di Tebe in Egitto. Una leggenda tardo-medievale ha identificato Rufo di Tebe con Rufo, evangelizzatore di Avignone.

## Culto
Nei sinassari bizantini san Rufo è inserito l'8 aprile, ma anche il 26 e il 28 giugno, mentre nel Martirologio siriaco la sua festa cade il 19 aprile.
Adone di Vienne inserì il suo nome nel martirologio della Chiesa latina alla data del 21 novembre, e da qui passò nel Martirologio Romano di Cesare Baronio, che lo ricorda con queste parole:
(Martirologio Romano. Riformato a norma dei decreti del Concilio ecumenico Vaticano II e promulgato da papa Giovanni Paolo II, Città del Vaticano, 2004, p. 895)